# Norma Group
Die Norma Group SE mit Sitz in Maintal ist ein  börsennotiertes Unternehmen für Verbindungstechnik. Es unterhält 26 Produktionsstätten sowie weitere  Vertriebsstandorte in Europa, Amerika und Asien und beliefert Kunden in rund 100 Ländern.

## Geschichte

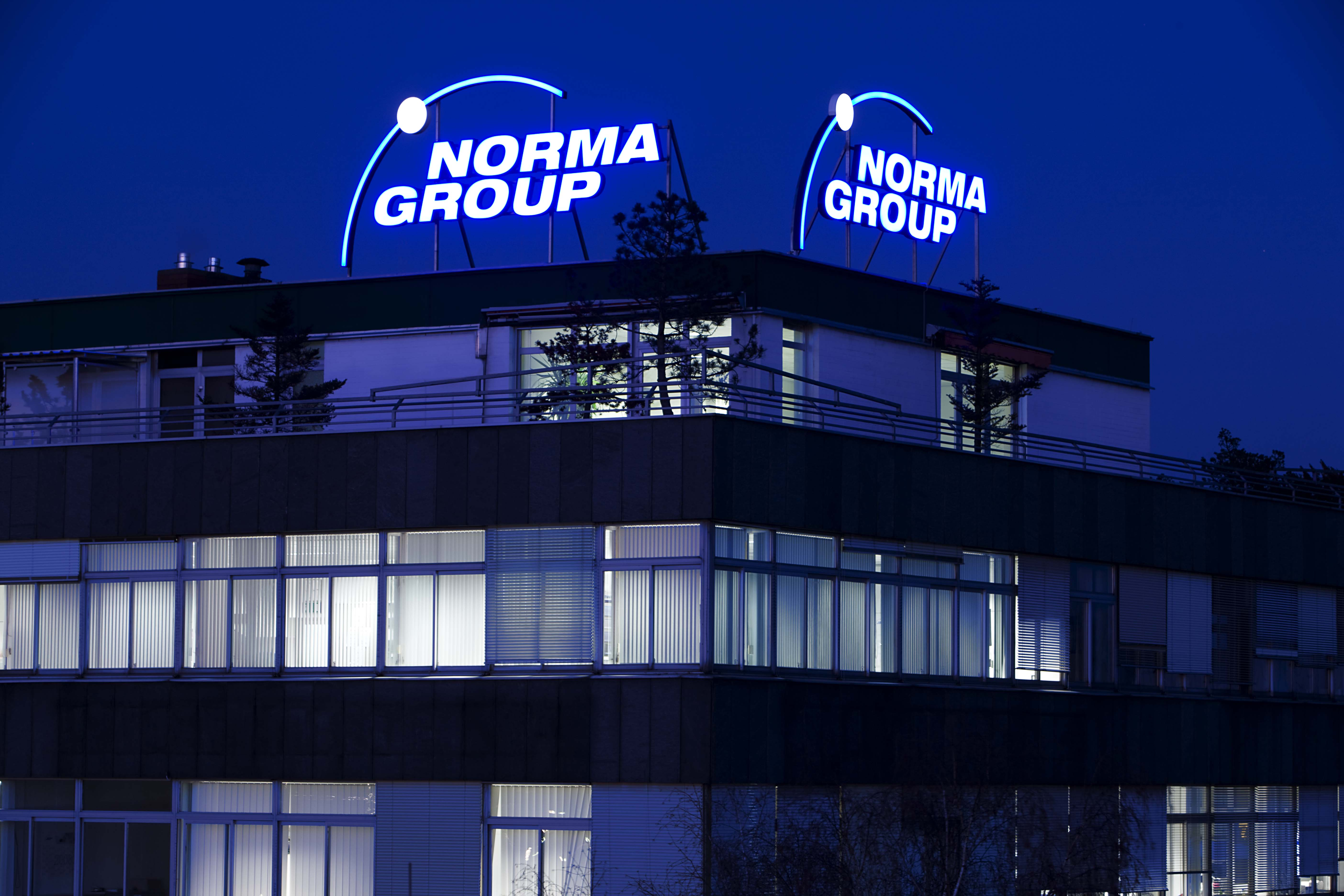
Unternehmenssitz in Maintal

Die Norma Group entstand 2006 als Zusammenschluss der „Rasmussen GmbH“ und der „ABA Group“. Die Gründung des deutschen Unternehmens Rasmussen erfolgte 1949 durch Ove Skafte Rasmussen, einen Sohn Jørgen Skafte Rasmussens. 2006 wurde das Unternehmen von der Gründerfamilie an den Finanzinvestor 3i Group verkauft. Es produziert Verbindungs- und Befestigungselemente sowie technische Lösungen für medienleitende Systeme. Die Produkte werden weltweit unter anderem unter dem Markennamen Norma vertrieben.
Die schwedische ABA Group wurde  1896 als Allmänna Brandredskaps Affären gegründet und ist auf die Entwicklung, die Herstellung und den Vertrieb spezifischer Schlauch- und Rohrverbindungen sowie Verbindungselemente für industrielle Anwendungen spezialisiert. Seit 1999 ist ABA auch durch die Übernahme unterschiedlicher Anbieter für Verbindungstechnik gewachsen. Beispiele hierfür sind Terry (Großbritannien), Serratub (Italien), Serflex (Frankreich) und GEMI (Deutschland).
Mit Wirkung zum 14. März 2011 wurde die Muttergesellschaft der Gruppe, die Norma Group GmbH, in die Norma Group AG umgewandelt. Am 8. April 2011 folgte die Erstnotierung im Prime Standard der Frankfurter Wertpapierbörse. Im Juli 2013 wurde das Unternehmen in die Europäische Gesellschaft Norma Group SE umgewandelt.

## Akquisitionen
Im Jahr 2007 erwarb die Norma Group die US-amerikanische „Breeze Industrial Products Corporation“. Gegründet im Jahr 1948 hat Breeze im Laufe der letzten 60 Jahre die Angebotspalette systematisch um Verbindungstechnologien für Hochleistungsanwendungen erweitert. Diese Produkte werden vermehrt in den Märkten für Nutzfahrzeuge, PKW, Motoren, Flugzeuge und in verschiedenen weiteren Industrie- und Handelssegmenten eingesetzt. Im Jahr 2003 erwarb Breeze in den USA das auf Verbindungstechnologie spezialisierte Unternehmen Torca Products.
2010 übernahm die Norma Group das US-amerikanische Unternehmen R.G.Ray. R.G.Ray wurde 1972 gegründet und bediente industrielle Erstausrüster sowie Kunden im Ersatzteilgeschäft mit Verbindungskomponenten für Motoren, Pumpen und Filter, Nutzfahrzeuge, für die Luftfahrtindustrie und andere Industrieanwendungen. Im selben Jahr erfolgte auch die Übernahme von Craig Assembly Inc., einem US-Hersteller von Lösungen für industrielle Kühltechnologie.
2012 übernahm die Norma Group weitere Unternehmen: die Connectors Verbindungstechnik AG in der Schweiz, die auf Verbindungssysteme für die Pharmazeutik und Biotechnologie spezialisiert ist, sowie Groen Bevestigingsmaterialien BV in den Niederlanden, einen Distributor für Verbindungsprodukte für die Industrie, Agrar- und Bauwirtschaft sowie Sanitärtechnik.
Ebenfalls 2012 stieg die Norma Group mit der ersten Akquisition in Asien, dem Erwerb des Herstellers von thermoplastischen Verbindungssystemen Chien Jin Plastic in Malaysia, in das weltweite Wassermanagement ein. 2013 setzte sich dieser Kurs mit den Übernahmen der beiden australischen Unternehmen Davydick & Co. und Guyco fort, die auf Pumpen und Ventile für die Frischwasserversorgung, Bewässerung und Landwirtschaft spezialisiert sind. 2014 weitete die Norma Group mit dem Erwerb von National Diversified Sales, Inc., einem Anbieter für Regenwassermanagement und Landschaftsbewässerung, ihre Aktivitäten auch auf den US-amerikanischen Markt aus. Im Juni 2016 wurde die Übernahme der Parker Autoline, eine Tochtergesellschaft von Parker-Hannifin bekanntgegeben, wodurch Norma im asiatischen Bereich weiter wachsen wird.
Im Januar 2017 erwarb die Norma Group den portugiesischen Hersteller von Metallschellen Lifial – Indústria Metalúrgica de Águeda, Lda. und gewann damit neue Endkunden in Nordafrika hinzu. Im März 2017 übernahm die Norma Group 80 Prozent der Anteile am chinesischen Hersteller von Verbindungsprodukten Fengfan Fastener.

## Produkte und Anwendungsgebiete
Die Norma Group entwickelt, produziert und vertreibt rund 40.000 Verbindungs-Lösungen für Industrieanwendungen.
Zu den Anwendungsgebieten zählen:
- Infrastruktur: Leitungssysteme, Trinkwasserversorgung, Abwassersysteme, Be- und Entwässerungssysteme
- Emissionskontrolle: Kraftstoffversorgung, Motorentlüftung, Abgasanlagen
- Kühlsysteme: Getriebe- und Steuerungskühlung, Klimaanlagen, Wärme- und Kühlkreislauf
- Luftzuführung: Frischluftsysteme, Ladeluftkühler, Ladeluftverbindungen

Norma ist für ca. 10.000 Kunden aus den Branchen Öl, Gas und Chemie, Wasser und Abwasser, Infrastruktur und Bewässerung, PKW, Motorräder, Luft- und Raumfahrt, Schienenfahrzeuge, Schiffe, Nutzfahrzeuge, Bau, Landwirtschaft, Bergbau, Maschinenbau und weiteren Sektoren sowie Handelsunternehmen tätig.

## Weiterführende Informationen
- Befestigungstechnik